# Jan Łukowski
Jan Łukowski (ur. 20 lutego 1946 w Teheranie, zm. 22 lipca 1970 w Unieściu) – polski aktor i reżyser teatralny. W 1968 ukończył studia na Wydziale Aktorskim krakowskiej PWST. W latach 1968–1969 pracował jako asystent na macierzystej uczelni. Podczas studiów był jednym z współtwórców Teatru STU, gdzie występował jako aktor i reżyser Pamiętników wariata. Występował również w teatrze studenckim PWST, a w 1969 rozpoczął studia na Wydziale Reżyserskim PWST. W tym samym roku zaczął współpracę z Teatrem Rozmaitości, gdzie zorganizował na Małej Scenie grupę „Proscenium”, złożoną z absolwentów PWST. Wyreżyserował obydwa zagrane przez grupę spektakle: Nos według Gogola i Sól. W 1970 przygotował dla Teatru im. Żeromskiego w Kielcach przedstawienie Jeszcze pożyjesz na podstawie tekstów Bułata Okudżawy. 
Zginął w wypadku samochodowym.